# Västergötlands runinskrifter 86
Västergötlands runinskrifter 86 är en medeltida runristad gravhäll av sandsten som påträffades under sakristians golv i Edåsa kyrka, Edåsa socken och Skövde kommun. Tillsammans med denna gravsten påträffades också en likadan sten, fast utan runskrift. Efter att stenarna under en period placerats på var sin sida utanför kyrkdörren, flyttades Vg 86, den runristade gravstenen, till Västergötlands museum där den fortfarande förvaras. Vg 86 är 1,76 gånger ungefär 0,5 meter stor och 25 centimeter tjock. Förutom den tydda runtexten, "Peter gjorde mig", ska ytterligare runtecken som ej har tytts finnas på gravhällen.

## Inskriften
Translitterering av runraden:
pætær · girþi mik
Normalisering till äldre fornsvenska:
Petr gærði mik.
Översättning till nusvenska:
Peter gjorde mig.